# Сыма И
Сыма И (кит. трад. 司馬懿, упр. 司马懿, пиньинь Sīmǎ Yì, 179 — 7 сентября 251) — крупный китайский военачальник царства Вэй во время эпохи Троецарствия, соратник и один из главных советников Цао Цао. Регент царства Вэй при Цао Фане, до этого фактически исполнял обязанности главнокомандующего армией при правлении Цао Пэя и Цао Жуя. Наибольшую известность получил как противник Чжугэ Ляна во время его северных походов.
Военные успехи Сыма И и последующий рост его известности проложили путь для основания его внуком Сыма Янем империи Цзинь, которая в конечном итоге положила конец эпохе Троецарствия, разгромив царства Шу и У. После основания империи Цзинь, Сыма И посмертно получил императорское имя Сюань-ди и храмовое имя Гао-цзу.

## Биография
Сыма И был одним из восьми братьев; все они были известными людьми благодаря своему знатному происхождению. Каждый из них имел китайское написание второго имени (дававшегося по достижении совершеннолетия), оканчивающиеся знаком «да» (達). В связи с этим, братья были известны под общим названием «Восемь братьев Да Сыма» (司馬八達). Семья Сыма И жила в Лояне, когда Дун Чжо занял город, уничтожил его и перенес столицу в Чанъань. Старший брат Сыма И, Сыма Лан, организовал переселение семьи в свой родовой дом в районе Вэнь Цзябао (温縣). Затем, правильно рассудив, что в этом месте также будет сражение, он снова переехал с семьёй в Лиян. (黎陽). В 194, поскольку Цао Цао провёл битву с Люй Бу, Сыма И перевёз свою семью назад в округ Вэнь.

## Служба при Цао Цао
Есть разные версии того, как именно Сыма И поступил на службу к Цао Цао, но первую должность в войске Цао Цао он получил в возрасте 30 лет. Согласно Цзинь Шу, Сыма И считал, что династия Хань скоро придёт в упадок. У него не было мотивации для присоединения к армии Цао Цао, который уже захватил трон династии Хань. По легенде, он отказался отправиться в армию под предлогом болезни; Цао Цао послал шпионов, чтобы проверить это, но Сыма И знал об этом и пролежал в постели всю ночь, притворяясь больным. В 208 году Цао Цао приказал Сыма И вернуться в армию, пригрозив арестом в случае отказа. Сыма И был вынужден занять пост вэньсюэюань (文学掾) в войске Цао Цао. Однако, в соответствии с Вэйлюэ, Цао Хун, младший двоюродный брат Цао Цао, предложил Сыма И своё общество, чтобы начать дружбу с ним, но последний, не имея высокого мнения о Цао Хуне, ходил с палкой, притворяясь больным, чтобы избежать с ним встречи. Цао Хун прибыл к Цао Цао в гневе и рассказал о случившемся, после чего Цао Цао напрямую потребовал явки Сыма И. Только тогда Сыма И официально поступил на службу к Цао Цао.
На службе у канцлера он получал повышения в чине: дунцаоюань (東曹掾; ответственный за набор чиновников к службе), чжубо (主簿; административная должность) и сыма (司馬; должность, ответственная за помощь и консультации). В 215 году, когда Цао Цао нанёс поражение Чжан Лу и принудил его сдаться, Сыма И советовал Цао Цао продолжать продвигаться на юг в Ичжоу, поскольку Лю Бэй всё ещё не упрочил свой контроль над этой территорией. Однако Цао Цао не послушал его совета. Сыма И был среди прочих советников, настаивавших на реализации системы Туньтянь (поощряемое правительством сельское хозяйство — система военных поселений) и на принятии Цао Цао титула Вэй-вана.

## Служба при Цао Пэе
Ещё при жизни Цао Цао Сыма И был приближенным его наследника, Цао Пэя. В 216 году Цао Пэй был назначен наследным принцем Вэй, Сыма И стал его министром. Когда Цао Цао колебался в выборе между Цао Пэем и его младшим братом Цао Чжи, Сыма И был среди тех, кто поддержал Цао Пэя и помог ему обеспечить наследование. Сыма И также способствовал понижению в должности Цао Чжи и удалению того от политики.
В 225 году Цао Пэй двинулся против царства У Сунь Цюаня и поручил Сыму И управление в столице. Он сравнил Сыма И с Сяо Хэ, чьи скромные вклады позади линии фронта принесли ему большую похвалу. По возвращении из военной экспедиции Цао Пэй ещё раз похвалил своего слугу, сказав: «Поскольку я сражался на востоке, ты оставался в столице и охранял наше царство от Шу на западе. Когда я шёл сражаться на запад с Шу, я поручил тебе оборону от У на востоке». Сыма И вскоре получил пост лушан шуши (録尚書事), который в то время предполагал такое же влияние и обязанности, как и пост имперского канцлера. Положение Сыма И внутри Вэй было теперь почти неоспоримо.

## Служба у Цао Жуя
В 226 году Цао Пэй, находящийся на смертном одре, поручил Сыма И, Цао Чжэню и Цао Цюню заботиться о своем наследнике Цао Жуе. Когда Цао Жуй стал императором Вэй, он назначил Сыма И генералом Пяоци (骠骑大将军) и военачальником Ичжоу и Цзинчжоу (督荊豫二州諸軍事). Сыма И расположился на границе между Вэй и У для защиты от войск Сунь Цюаня.

### Битва при Синьчэне

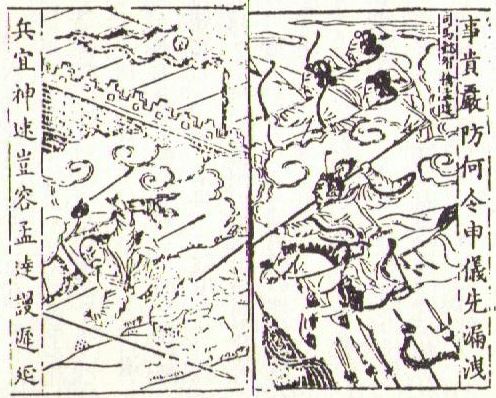
Сыма И достиг Синьчэна за 8 дней и разбил неподготовленного Мэн Да, который был убит в битве

В 220 году Мэн Да сдался Вэй и Цао Пэй вверил ему управление Синьчэном. Сыма И не доверял ему и приводил свои доводы Цао Пэю, но его совет не был принят. В 227 году Мэн Да начал переговоры с У и Шу, обещая восстать против Вэй, когда представится удобный случай. Он медлил переходить к действиям в ответ на настояния Чжугэ Ляна. Чжугэ Лян пытался побудить его, рассказав о мятежных замыслах Мэн Да Шэнь И, правителю Вэйсина (魏興). Когда Мэн Да узнал, что его планы были раскрыты, он начал поднимать войска для подготовки к наступлению.
Опасаясь быстрого наступления Мэн Да, Сыма И послал ему письмо, сказав: «В далёком прошлом ты сдался нашему царству, и мы поручили тебе заведовать охраной границ от Шу. Люди Шу глупы, и до сих пор ненавидят тебя за неприбытие на помощь Гуань Юю. Кунмин тоже, он ищет способ уничтожить тебя. Как ты, вероятно, полагаешь, новости о твоём восстании — это только его интриги». Теперь Мэн Да поверил, что он в безопасности, и отложил военные сборы. Он посчитал, что Сыма И, посланному на границу Вэй и У, потребуется месяц, чтобы дойти до Цао Жуя, попросить позволение поднять войска и достичь Синьчэна. Однако Сыма И уже был в пути и достиг Синьчэна за 8 дней, быстро разбил неподготовленного Мэн Да, который был убит в битве. Это сражение косвенно способствовало успеху в битве при Цзетине, а Сыма И заслужил большую похвалу.

### Северные экспедиции Чжугэ Ляна
Когда Цао Чжэнь, руководящий защитой от Северных экспедиций Чжугэ Ляна, умер (231), Сыма И получил в распоряжение его пост и первый раз встретил армию Чжугэ Ляна в бою. Поскольку Сыма И был в тяжёлом положении, он держал свою армию в безопасности на укреплениях. Его стратегия заключалась в том, чтобы ожидать ухода армии Шу, мешая снабжению провиантом их армии. Он не делал попытку вступить в битву с Чжугэ Ляном ни при каких обстоятельствах, и был высмеян своими же подчинёнными, которые заявляли, что над ним смеётся весь мир. Не способный избегать битвы дольше, он разрешил своим генералам атаковать позиции Шу, но они были сильно разбиты и понесли потери, среди которых 3000 солдат, 5000 комплектов железных доспехов и 3000 арбалетов. Когда Чжугэ Лян начал, наконец, отходить, Сыма И повелел Чжан Хэ преследовать его, но Чжан Хэ попал в засаду и был убит.
Вторая битва между Сыма И и Чжугэ Ляном произошла в 234 году. Цао Жуй снова заметил проблему Шу с охраной снабжения их армии и приказал Сыма И беречь армии в укреплениях и ждать ухода врага. Две армии встретились друг с другом на равнинах Учжан. Несмотря на многочисленные призывы Чжугэ Ляна, Сыма И не бросал армии в атаку. Чтобы спровоцировать Сыма И, Чжугэ Лян послал ему женскую одежду, означавшую что он — женщина, не отваживающаяся атаковать. Вэйские офицеры этим были разгневаны, но Сыма И не поддался на провокацию. Чтобы успокоить своих офицеров, Сыма И всё-таки попросил у императора Вэй Цао Жуя разрешение вступить в бой с силами Шу. Цао Жуй, понимая ситуацию, отправил своего советника Синь Пи к Сыма И, сказав чтобы силы Вэй проявляли терпение. Чжугэ Лян послал к Сыма И эмиссара, побуждая войска Вэй вступить в битву. Сыма И, однако, не стал обсуждать военные дела с эмиссаром, вместо этого спросил о занятиях Чжугэ Ляна. Эмиссар ответил, что Чжугэ Лян лично руководит и большими, и малыми делами в войсках, от военной тактики до приёма пищи ночью, но съедает он очень мало. Сыма И тогда сказал помощнику, что Чжугэ Лян долго не проживёт.

Вследствие смерти Чжугэ Ляна, силы Шу спокойно уходили из лагеря, храня его смерть в секрете. Сыма И, убеждённый местными, что Чжугэ Лян умер, преследовал отступавшие силы Шу. Цзян Вэй тогда сказал Ян И развернуться и симулировать удар. Видя это, Сыма И испугался что Чжугэ Лян только притворился умершим, чтобы завлечь его, и немедленно отошёл. Сообщение что Сыма И бежал от уже умершего Чжугэ Ляна распространилось, породив поговорку: «Мертвый Чжугэ испугал живого Чжунда» (死諸葛嚇走活仲達), со ссылкой на почётное имя Сыма И. Когда Сыма И услышал о такой насмешке, он со смехом ответил: «Я могу вступать в битвы с живым, но не с мёртвым». (帝聞而笑曰：「吾便料生，不便料死故也。」) 

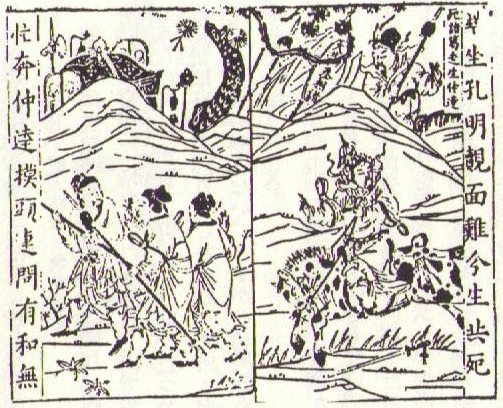
Сыма И убегает от уже мертвого Чжугэ Ляна

### Поход против Гунсунь Юаня
После того как Гуаньцю Цзяню не удалось разбить силы Гунсунь Юаня в Ляодуне, и Гунсунь Юань провозгласил себя ваном Янь, Цао Жуй поставил Сыма И во главе следующего похода против него. Сыма И дважды разгромил Гунсунь Яня в полевых сражениях, и вынудил его отступить от Сянпина (襄平), где он готовился к осаде. Затяжные дожди вызвали временный перерыв боёв, но как только они закончились, Сыма И начал решительное наступление. Гунсунь Юань и его сын были убиты во время бегства.

## Служба у Цао Фана и государственный переворот
Находясь на смертном одре, Цао Жуй не доверял Сыма И и вначале не планировал допускать его регентом наследника Цао Фана. Он хотел поручить Цао Фана его дяде Цао Юю (曹宇), чтобы тот стал главным регентом вместе с Сяхоу Сянем (夏侯獻), Цао Шуаном, Цао Чжао (曹肇) и Цинь Ланом (秦朗). Однако его доверенные чиновники Лю Фан (劉放) и Сунь Цзы (孫資) были недружелюбны к Сяхоу и Цао Чжао и опасались того, что они станут регентами. Они убедили Цао Жуя произвести регентами Цао Шуана (с которым и были дружны) и Сыма И (который был тогда со своими войсками в Цзи (汲縣), в совр. Синьсяне, Хэнань, и к которому Лю Фан и Сунь Цзы были близки). Цао Ю, Цао Чжао и Цинь были исключены из регентского совета.
Вначале Цао Шуан и Сыма И делили власть, но Цао Шуан быстро провёл несколько политических интриг, заключавшихся в том, чтобы удостоить Сыма почетными титулами, включая Великого Наставника, лишавшими его фактической власти. Цао Шуан тогда принимал все важные решения и прекратил советоваться с Сыма. Вскоре пособники Цао, включая Дэн Яна (鄧颺), Ли Шэна (李勝), Хэ Яня (何晏) и Дин Ми (丁謐), (известные своими талантами, но недостатком здравого смысла), стали весьма влиятельны. Других чиновников, не состоявших с ними в контакте, с высоких должностей они устранили. Сыма до сих пор обладал военными полномочиями (включая командование в отражении главной атаки Восточного У в 241 году), но не обладал реальным весом в правительстве.

### Случай у гробниц Гаопин
В 244 году Цао Шуан, желавший также получить военную славу, совершил главную атаку против Шу-Ханьского важного пограничного города Ханьчжуна (в современной провинции Шэньси), без тщательного планирования снабжения. Кампания не была окончена: после того как силы Цао Вэй исчерпали запасы продовольствия, Цао Шуан был вынужден уйти с большими человеческими потерями. Однако несмотря на эту неудачу на поле боя, Цао Шуан крепко держал власть. В 247 году Сыма, расстроенный своим фактическим бессилием, заявил что он болен и уходит с государственной службы. Цао Шуан послал Ли Шэна выяснить, на самом ли деле Сыма И болен. Сыма И обманул его, ведя себя как старик в его присутствии.
В 249 году Сыма И сделал ход в игре. Пока Цао Фан и Цао Шуан отсутствовали в столице на официальном посещении гробницы Цао Жуя, Сыма с поддержкой нескольких чиновников, противников Цао Шуана, утверждая что получил приказ вдовствующей императрицы Го закрыть все городские ворота Лояна и подал доклад Цао Фану, в котором обвинил Цао Шуана в злоупотреблении властью и развращении правительства и требовал, чтобы Цао Шуан и его братья были низложены. Цао Шуан запаниковал и не знал, как реагировать, даром, что его старший советник Хуань Фань рекомендовал забрать Цао Фана во вторую столицу Сюйчан и затем противостоять Сыма и его войскам. Цао решил сдать свои войска и полномочия, при обещании Сыма, что он всё же сможет сохранить свой титул. Однако Сыма вскоре нарушил обещание и Цао Шуан и его сторонники, а заодно и его семья были казнены по обвинению в измене.
После обретения власти, Сыма И осторожно, но неуклонно устранял людей, которые представляли для него фактическую или потенциальную угрозу. Однако, вместе с тем, он старался держаться на определённом расстоянии от образцов поведения Цао Цао, чьи поступки, казалось, наиболее соответствовали и его поведению; когда Цао Фан предлагал ему девять наград, он энергично отказался от них, приняв их только после трёх предложений. 18-летний Цао Фан оказался в уязвимом положении, позволив одному из своих служащих обрести такое же влияние. Сыма, однако, получил поддержку народа пресечением коррупции и неэффективности, которые отличали период регентства Цао Шуана. Наряду с этим, Сыма И помог продвижению многих честных чиновников. Он был пожалован титулом имперского канцлера, но отказался.

### Дело Ван Лина
В 249 году могущественный генерал Ван Лин, который был коментантом юго-восточного города Шоучуня (壽春, в совр. Луане, Аньхой) начал планировать восстание против власти Сыма, в союзе с Цао Бяо (曹彪), ваном Чу и сыном Цао Цао (которым он планировал заменить Цао Фана в качестве императора). В 251 году Ван был готов к выполнению задуманного, когда его сообщники Хуан Хуа (黃華) и Ян Хун (楊弘) уже успели рассказать этот план Сыма. Сыма быстро двинулся на восток до того, как Ван успел подготовиться, и обещал простить его. Ван, зная, что не сможет сопротивляться, подчинился. Сыма снова нарушил обещание и вынудил Ван Лина и Цао Бяо совершить самоубийство. Род Вана и рода его сподвижников были полностью истреблены.
Обладая гарантией контроля над Цао Вэй его семьёй, Сыма И умер в 251, его наследником стал сын Сыма Ши.

## Семья
- Предки:
  - Сыма Цзюнь (司马钧), прапрадед, был генералом во времена ранней Хань.
  - Сыма Лян (司马 量), прадед, служил префектом Юйчжана.
  - Сыма Цзюнь, дед, служил префектом Иньчуаня.
  - Сыма Фан, отец.

- Братья:
  - Сыма Лан, старший брат, служивший Цао Пэю
  - Сыма Фу, младший брат, также служивший Цао Пэю
  - Сыма Куй (司马 馗), младший брат
  - Сыма Сюнь (司马 恂), младший брат
  - Сыма Цзинь(司马 进), младший брат
  - Сыма Тун (司马 通), младший брат
  - Сыма Минь (司 马敏), младший брат

- Супруги
  - Чжан Чуньхуа, мать Сыма Ши, Сыма Чжао, Сыма Ган и принцессы Наньянa, посмертно признана императрицей Сюаньму
  - наложница Фу (伏 贵妃), родила Сыма Ляна, Сыма Чжоу, Сыма Цзиня и Сыма Цзуна
  - Госпожа Чжан (張夫人), родила Сыма Жуна
  - Госпожа Бай (柏夫 人), родила Сыма Луня

- Дети:
  - Сыновья:
    - Сыма Ши, был регентом Цао Вэй, посмертно признан императором Цзином
    - Сыма Чжао, был регентом Цао Вэй, посмертно признан императором Вэнь Цзинь. Отец Сыма Яня
    - Сыма Гань (司马 干), ван (князь) Пиньгуана
    - Сыма Лян, Вэньчэн-ван (князь) из Жунани, принимал участие в Войне восьми князей
    - Сыма Чжоу, У-ван (князь) из Ланъя, дед императора Янь-ди
    - Сыма Цзин (司马 京), хоу (маркиз) Циньхойтина
    - Сыма Цзунь (司马 骏), У-ван (князь) из Фуфена
    - Сыма Жун, Сяо-ван (князь) из Ляна
    - Сыма Лунь, ван (князь) Чжао, принимал участие в Войне восьми князей

- - Дочери:
    - Принцесса Наньян, личное имя неизвестно
    - Принцесса Гаолинь, личное имя неизвестно